# スタンプタウン・コーヒー・ロースターズ

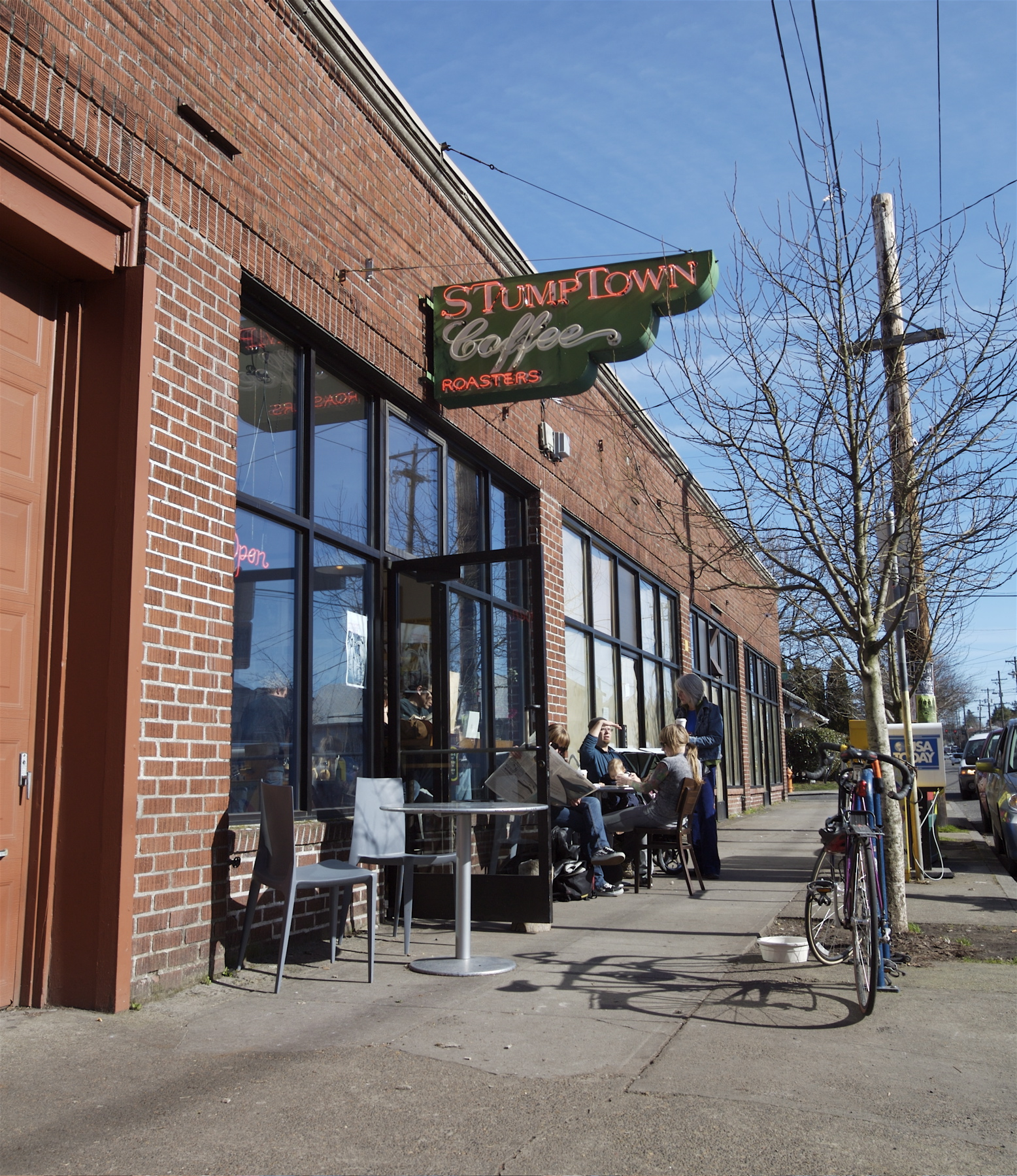
オレゴン州ポートランドの47番通りとディヴィジョン通りの交差点にある一号店（2008年2月）

スタンプタウン・コーヒー・ロースターズ（英語: Stumptown Coffee Roasters）は、アメリカ合衆国オレゴン州ポートランドに本社を置くコーヒー生産販売企業である。1999年にサウスイースト45番通りとディヴィジョン通りの交差点にあるフラグシップ的位置の喫茶店とロースタリーがオープンした。ポートランドにはその他喫茶店3店舗とロースタリーとテイスティングのための別館があり、シアトル、ニューヨークにも進出している。2012年8月、本社をポートランド市内にあるセントラル・イーストサイド工業地区に移転した。

## ビジネスモデル
ポートランドにおいて、「革命的なコーヒービジネス」を掲げ「コーヒー消費者の持つ味覚の洗練」を支援することを自社の商慣行や品質基準にしている。創業者のディアン・ソレンソンとスタンプタウン・コーヒー・ロースターズはサードウェーブコーヒーと称される運動の一部と呼ばれている。
最高品質のコーヒーを追求するソレンソンや社員は自らの足でかなりの時間をかけて農場を訪れたり、納得できる品質のコーヒーを喜んで高い価格で買い付けていて、時折公正取引価格の3〜4倍で買い付けることもあり、コーヒー豆買い付け価格の最高額を記録したこともある。またソレンソンはコーヒー生産者との持続可能な関係を築くことでも知られる。

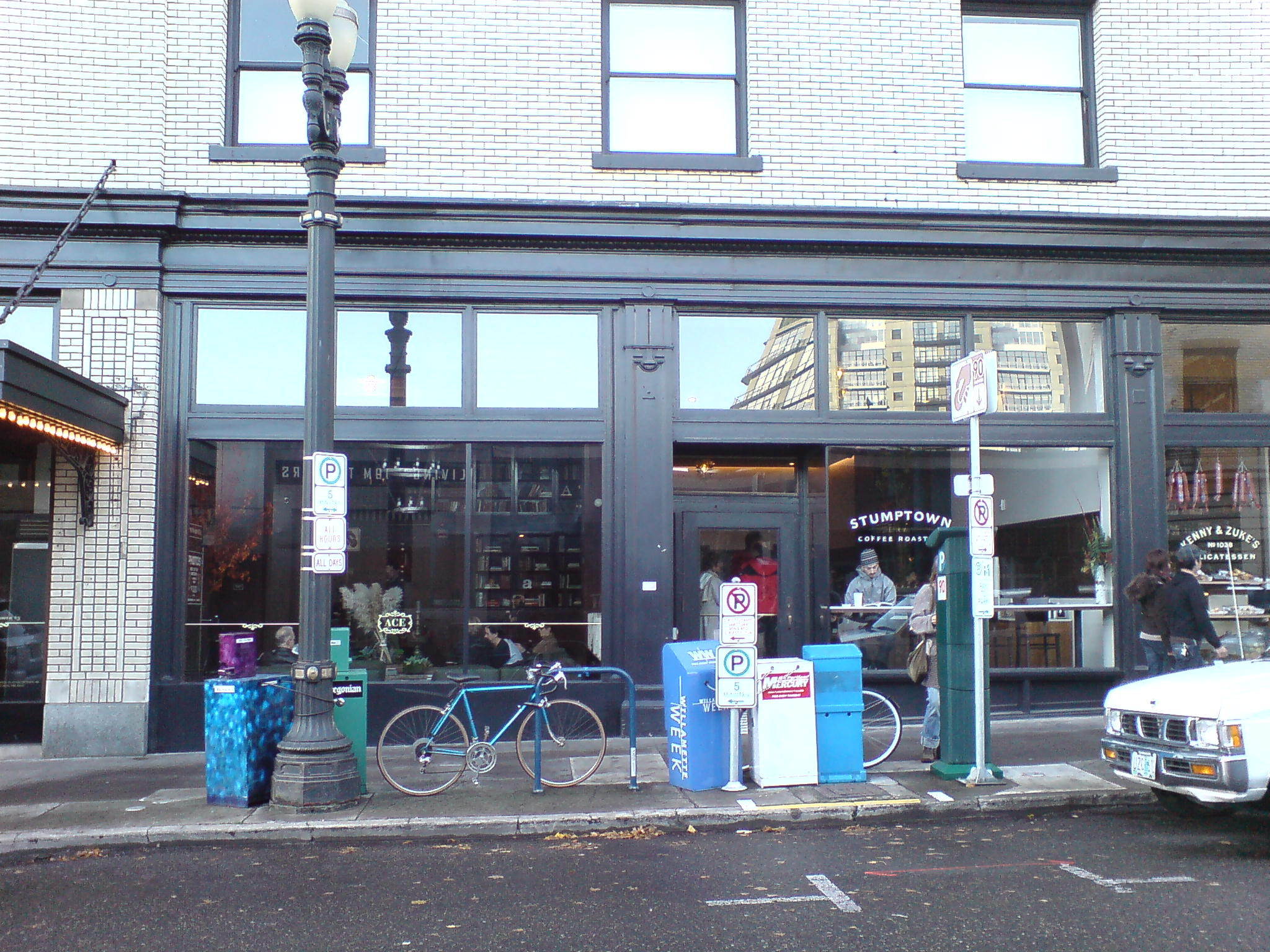
サウスウェスト・シャーク通りにある店舗

ソレンソンは社員が結成した数組のバンドが参加したコンピレーションアルバムの製作資金を出したり、フルタイム勤務のマッサージセラピストを雇用するなど社員に対し珍しい特典を提供している。そしてRoaster of the Year 2006など数ある賞を受賞している。
2011年、ニューヨークの未公開株ファンドであるTSGコンシューマーパートナーズからTSGの下でオレゴン州での事業再登録を含む大規模投資を受けたが、税金に関する要因により、現在財政的な拠点をデラウェア州に置いている。これにより、スタンプタウンは競売に掛けられたと多く報じられたが、確認されたところによるとソレンソンは法的に会社を未だに続けているとされている。2013年2月現在、ジョーンズ・ソーダー社のジョス・リッチが社長に就任している。
2015年、セカンドウェーブのコーヒー会社であるピーツ・コーヒー&ティーにより、同じくサードウェーブのインテリジェンシアとともに買収された。

## 店舗・施設
ポートランドにおいて4軒の喫茶店と2箇所の補助的施設を経営している。サウスイースト45番通りとディビジョン通りの交差点、サウスイースト34番通りとベルモントの交差点、サウスウェスト3番通りとアッシュ通りのダウンタウンとサウスウェストスターク通り1022にあるエースホテルポートランド内にカフェを出店している。サウスイースト34番通りとディビジョン通りの交差点に焙煎工場が、本社内に販売店がある。サウスイーストディビジョン通りにある店舗はかつて「ザ・ヘア・ブレンダー」と呼ばれたヘアサロンがあり、現在スタンプタウンのシグネチャーエスプレッソブランド名の1つに採用している。
また、コーヒーのテイスティングに特化した施設をオープンさせていて、Clover 1sという機械を使ってコーヒーを淹れているが、Clover 1sは生産を終了していて、メーカーであるコーヒー・エクイップメント・カンパニーはスターバックスに買収されている。2013年現在、本社はサウスイースト産業地域にある。
2007年11月、シアトルに喫茶店を2店舗出店、アベニューイースト12番通りとイーストスプリング通りの交差点とイーストパイン通りとベルモント通りの交差点に店舗がある。
2009年9月、ニューヨークのエースホテルに出店した。2010年5月に、ソレンソンはアムステルダムのザ・パイプ地域にポップアップ的な店舗を出店したが、恒久的な営業を目的としていなかったとして同年に閉店した。
2013年5月、ニューヨークの30ウエスト8番通りにブリューバーを出店した。
2013年10月、ロサンゼルスのサウスサンタフェ806番地にカフェとロースターを出店した。
その後ニューヨークのほか、シカゴ、ニューオーリンズ、京都に出店している。